# Mario Trebbi
Mario Trebbi (ur. 9 września 1939 w Sesto San Giovanni, zm. 14 sierpnia 2018 w Paderno Dugnano) – włoski piłkarz występował na pozycji obrońcy.

## Klub
Zadebiutował w Milanie w 1958 roku. Związany z klubem pozostał tam przez 8 lat, zdobywając dwa mistrzostwa Włoch (1958/59 i 1961/62) i jeden Puchar Europy.
W 1966 roku odszedł do Torino FC, z którym sezon później zdobył Puchar Włoch.
W trakcie kariery rozegrał 157 spotkań w Serie A i zdobył jedną bramkę w pojedynku Milanu z Genoą CFC w sezonie 1963/64. W barwach drugoligowej Monzy, gdzie zakończył karierę, zagrał 124 mecze i zaliczył 4

### Sukcesy
Serie A:
- Milan: 1958/1959 i 1961/1962

 Puchar Włoch:
- Torino: 1967/1968

Puchar Europy Mistrzów Krajowych:
- Milan: 1962/1963

## Reprezentacja
Mario Trebbi zagrał w reprezentacji Włoch dwa mecze.
| lp. | Data             | Miejsce | Gospodarz | vs | Gość              | Wynik | Mecz       |
| --- | ---------------- | ------- | --------- | -- | ----------------- | ----- | ---------- |
| 1.  | 24 kwietnia 1961 | Bolonia | Włochy    | -  | Irlandia Północna | 3:2   | Towarzyski |
| 2.  | 14 grudnia 1963  | Turyn   | Włochy    | -  | Austria           | 1:0   | Towarzyski |

Był członkiem kadry olimpijskiej na igrzyska olimpijskie w Rzymie, gdzie Włosi zajęli 4. miejsce.